# Fernanda Bôscolo de Camargo
Fernanda Bôscolo de Camargo, posteriormente Fernanda Bôscolo de Camargo Agnello (São Paulo, 12 de abril de 1962) é uma empresária e ex-modelo brasileira.
Miss veterana em concursos de beleza, ganhou notoriedade ao ficar em segundo lugar no certame nacional de Miss Brasil 1980. Ao perder para a carioca Eveline Schroeter, Fernanda ganhou o direito de representar o Brasil no Miss Internacional, que se realizava naquele ano em Tóquio, no Japão, onde não acabou conseguindo classificação entre as semifinalistas da noite.

## Sobre
Apesar de nascida na capital, Fernanda mudou-se para Santos aos 6 anos de idade, e o primeiro concurso que disputou foi aos 6 anos, o Mini Miss São Paulo, no programa de TV Almoço com as Estrelas, competindo com mais de 500 crianças.
Em 1980, antes de completar 18 anos de idade, foi eleita Rainha das Praias Brasileiras, no Ilha Porchat Clube, e ganhou o direito de representar o país no Miss Tanga Internacional, realizado em Caracas, Venezuela. Mais de quarenta garotas ambicionavam o título, que acabou ficando em suas mãos, tendo sido coroada pela venezuelana Irene Sáez, Miss Universo 1981. Ao retornar, venceu o Miss Santos e na sequência o Miss São Paulo e foi vice-campeã no Miss Brasil 1980, ou o Miss Brasil nº 2, como se chamava na época, e que hoje chamaríamos Miss Brasil Beleza Internacional.
Após um jejum de quase 60 anos sem títulos de beleza para a cidade litorânea de Santos, Fernanda desfilou pelas ruas da cidade em carro alegórico, distribuindo acenos aos admiradores, como manda o figurino, e viajou para Brasília, onde arrebatou o segundo lugar no Miss Brasil 1980.
Em sua época dourada, Fernanda tinha as seguintes medidas: 1.71m, 54 Kg, 89 cm de busto, 90 de quadris, 63 de cintura, 54 de coxas e 21 de tornozelo. Em trechos de sua entrevista para revista Manchete, ela declara ter apenas uma reclamação contra o que chama de "traição do cabeleireiro":
| “ | Acho que perdi pontos no desfile por causa do penteado. Estava combinado que meus cabelos ficariam ao natural, com apenas alguns retoques. Mas, na última hora o cabeleireiro me fez um penteado horroroso, mais que démodé. Confesso que não me contive e chorei de raiva antes de pisar na passarela. | ” |

Sete anos após ter brilhado na passarela do Miss Brasil, Fernanda reapareceu em outra passarela, a do concurso "A Mais Bela Mulher Casada", no Ilha Porchat Clube. Pela quarta vez, o Ilha Porchat Clube, de São Vicente, promovia o concurso A Mais Bela Mulher Casada, onde, competindo com outras 95 candidatas casadas, Fernanda sagrou-se vencedora e adquiriu com a vitória viagens, jóias e um Chevette.

## Hoje em dia
Separada do futebolista Claudio José Oddoni Agnello, o Claudinho, ex-campeão paulista de futebol pelo Santos Futebol Clube em 1978, e agora publicitário, Fernanda é mãe de Bruno, 31 anos, jogador de futebol e de Lucas, de 27 anos, arquiteto. Fernanda tem uma empresa de representação comercial e ainda vive no litoral paulista.

## Títulos
| Concurso                                  | Representou | Ano  |
| ----------------------------------------- | ----------- | ---- |
| Mini Miss São Paulo (Vencedora)           | -           | 1968 |
| Rainha das Praias Brasileiras (Vencedora) | -           | 1980 |
| Miss Tanga Internacional (Vencedora)      | Brasil      | 1980 |
| Miss Santos (Vencedora)                   | -           | 1980 |
| Miss São Paulo (Vencedora)                | Santos      | 1980 |
| Miss Brasil (2º. Lugar)                   | São Paulo   | 1980 |
| Miss Beleza Internacional                 | Brasil      | 1980 |